# Universalismo (literatura)
Universalismo, em literatura, é uma tendência para buscar no particular conclusões generalizantes, podendo ser encontrado em todas as culturas e em todas as escolas literárias.
Em Machado de Assis, o universalismo dá-se pela exploração dos arquétipos e das mais remotas tradições literárias, como a luciânica. Diz-se que um autor é universal quando o sentido de sua obra ultrapassa os interesses locais de seu país e passa a interessar o mundo todo ou a maior parte possível dele.
No poema "Amor é fogo que arde sem se ver", de Camões, por exemplo, o foco não é o amor do sujeito lírico ou de que alguém em especial, mas sim um ponto de vista universal.